# 前田孝
前田 孝（まえだ つこう、1872年7月12日（明治5年6月7日） - 1937年（昭和12年）11月17日）は、明治から昭和期の神職、華族（男爵）。

## 経歴
加賀藩重臣前田対馬守家第13代当主前田孝敬の子として生まれる。1887年2月1日、父の死去により家督を継いだ。1900年5月9日、父孝敬の明治維新における功績により男爵に叙爵された。
1912年5月31日から1936年8月31日まで加賀藩祖前田利家を祀った尾山神社の第2代宮司を務めた。

## 親族
- 妻：常石（横山隆平二女）
- 子：孝行